# Letni Puchar Świata w narciarstwie alpejskim mężczyzn 2017
Letni Puchar Świata w narciarstwie alpejskim mężczyzn to kolejna edycja tej imprezy. Cykl ten rozpoczął się na austriackim lodowcu Rettenbach 10 czerwca 2017 roku, a zakończył się 25 sierpnia 2017 roku we włoskim kurorcie Santa Caterina.
Obrońcą Kryształowej Kuli był reprezentant Włoch Edoardo Frau, który triumfował także w tym sezonie.

## Podium zawodów
| Lp. | Data             | Miejscowość    | Konkurencja     | 1. Miejsce      | 2. Miejsce      | 3. Miejsce      |
| --- | ---------------- | -------------- | --------------- | --------------- | --------------- | --------------- |
| 1.  | 10 czerwca 2017  | Rettenbach     | Gigant          | Edoardo Frau    | Michael Stocker | Jan Gardavský   |
| 2.  | 11 czerwca 2017  | Rettenbach     | Superkombinacja | Marc Zickbauer  | Martin Barták   | Edoardo Frau    |
| 3.  | 29 lipca 2017    | Montecampione  | Gigant          | Lorenzo Gritti  | Hannes Angerer  | Michael Stocker |
| 4.  | 30 lipca 2017    | Montecampione  | Slalom          | Michael Stocker | Stefan Portmann | Marcel Knapp    |
| 5.  | 12 sierpnia 2017 | Marbachegg     | Gigant          | Stefan Portmann | Edoardo Frau    | Martin Barták   |
| 6.  | 13 sierpnia 2017 | Marbachegg     | Supergigant     | Stefan Portmann | Jan Gardavský   | Hannes Angerer  |
| 7.  | 19 sierpnia 2017 | Předklášteří   | Gigant          | Martin Barták   | Martin Štěpánek | Edoardo Frau    |
| 8.  | 20 sierpnia 2017 | Předklášteří   | Slalom          | Lorenzo Gritti  | Michael Stocker | Martin Barták   |
| 9.  | 24 sierpnia 2017 | Santa Caterina | Slalom          | Lorenzo Gritti  | Michael Stocker | Hannes Angerer  |
| 10. | 25 sierpnia 2017 | Santa Caterina | Slalom          | Lorenzo Gritti  | Martin Barták   | Hannes Angerer  |

## Klasyfikacja generalna
Po 10/10 zawodów
| Lp. | Zawodnik        | Punkty |
| --- | --------------- | ------ |
| 1.  | Edoardo Frau    | 590    |
| 2.  | Michael Stocker | 557    |
| 3.  | Stefan Portmann | 533    |
| 4.  | Martin Barták   | 525    |
| 5.  | Hannes Angerer  | 492    |
| 6.  | Lorenzo Gritti  | 482    |
| 7.  | Marc Zickbauer  | 408    |
| 8.  | Jan Gardavský   | 299    |
| 9.  | Pietro Guerini  | 258    |
| 10. | Marcel Knapp    | 252    |